# ハル・アシュビー
ハル・アシュビー（Hal Ashby, 1929年9月2日 - 1988年12月27日）は、アメリカ合衆国ユタ州出身のフィルムエディター、映画監督である。

## 略歴
映画編集者として映画界に入ると、主にノーマン・ジュイソン監督の作品で編集を務め、『夜の大捜査線』(1967年)ではアカデミー編集賞を受賞した。
1970年代から監督業にも進出し、『ハロルドとモード 少年は虹を渡る』(1971年)、『さらば冬のかもめ』(1973年)といった、アメリカン・ニューシネマに名を残す作品から、『シャンプー』(1975年)、『ウディ・ガスリー/わが心のふるさと』(1976年)、『帰郷』(1978年)、『チャンス』(1979年)といった様々なジャンルの作品を監督し、『帰郷』ではアカデミー監督賞にノミネートされた。
しかし、1980年代に入ると興行的失敗や批評家からの酷評が続き、引き篭もるようになる。1988年12月27日、がんのためカリフォルニア州マリブの自宅で死去。59歳没。

## 評価
キャメロン・クロウ著の「ワイルダーならどうする？」(宮本高晴訳 キネマ旬報社発行 ISBN 4873762367)でアメリカン・ニューシネマについてビリー・ワイルダーが言及している。「私はハル・アシュビーを全面的に支持していた。もうこの世にはいないがね。（略）…でも彼は優れた監督だった」

## フィルモグラフィー

### 監督作品
- 真夜中の青春 The Landlord (1971)
- ハロルドとモード 少年は虹を渡る Harold and Maude (1971)
- さらば冬のかもめ The Last Detail (1973)
- シャンプー Shampoo (1975)
- ウディ・ガスリー/わが心のふるさと Bound for Glory (1976)
- 帰郷 Coming Home (1978)
- チャンス Being There (1979)
- Second-Hand Hearts (1981)
- 大狂乱 Lookin' to Get Out (1982)
- レッツ・スペンド・ザ・ナイト・トゥゲザー Let's Spend the Night Together (1983)
- Solo Trans (1984)
- スラッガーズ・ワイフ (1985)
- 800万の死にざま 8 Million Ways to Die (1986)
- Jake's Journey (1988) (TV)

### 編集作品
- シンシナティ・キッド The Cincinnati Kid (1965)
- アメリカ上陸作戦 The Russians are Coming,The Russians are Coming (1966)
- 夜の大捜査線 In The Heat of The Night (1967)
- 華麗なる賭け The Thomas Crown Affair Thomas Crown and Company (1968)

## 関連文献
- Senses of Cinema: Great Directors Critical Database
- The Director's Director – discussion by directors Ashby influenced